# Georg Michael Zing
Georg Michael Zing (* vor 1745; † nach 1762), auch Zinck oder Zingg geschrieben, war deutscher Fayencemaler, Majolikamaler und Fayencekünstler. Er war 1745 in der oberschwäbischen Fayencewerkstatt in Künersberg, den Künersberger Fayencen tätig. 1757 ist er in der Schrattenhofener Werkstatt, 1758 und 1762 in der Ludwigsburger Werkstatt greifbar. Ihm wird die Malerei auf einem Künersberger Wappenteller, der sich heute im Maximilianmuseum in Augsburg befindet, zugeschrieben. 